# Teheiura Teahui
Teheiura Teahui, né le 7 mai 1978 à Papeete, est un cuisinier, un animateur et une personnalité de la télévision française. Il est principalement connu pour ses participations à l'émission Koh-Lanta sur TF1.

## Biographie

### Jeunesse en Polynésie
Teheiura Teahui naît le 7 mai 1978 en Polynésie française, et grandit sur l'île de Taha'a.
Son prénom signifie « la couronne royale ». Son père fut adopté. Sa mère lui parlait en français pour préparer sa future vie. Sur son île il a appris des activités artisanales comme le métier à tresser et commence à faire de la cuisine traditionnelle.

### Parcours en métropole
À 20 ans il arrive en métropole et étudie à l'UFR STAPS de Montpellier, mais c'est dans le milieu de la cuisine qu'il choisit de travailler. Ainsi, en 2006, il obtient son diplôme de cuisinier à Sète[source insuffisante].
En 2015, il ouvre son food-truck nommé Le Manatoa qui signifie « L'esprit du guerrier » en tahitien.
Il a également été élu plusieurs fois champion de France de barbecue.

## Télévision

### Koh-Lanta

#### Finaliste en 2011
Teheiura se fait connaître du grand public en 2011 lors de sa participation à Koh-Lanta : Raja Ampat en Indonésie. Il atteindra la finale mais ne parvient pas à se hisser sur la plus haute marche du podium, en étant battu par Gérard.

#### Membre du jury final
Il retente sa chance à Koh-Lanta : en 2012 lors de La Revanche des héros, puis en 2014 lors de La Nouvelle Édition, ainsi qu'en 2020 sur L'Île des héros. Lors de ses trois premiers retours, il est éliminé à mi-parcours, terminant respectivement aux 8e, 6e et 9e place. De ce fait, il est à chaque fois membre du jury final,,.

#### Records et apparitions
Il détient actuellement le record du nombre de jours de survie dans le jeu avec 103 jours. Il possède le deuxième plus grand nombre de victoires en épreuves avec 17 victoires contre 22 pour Claude Dartois[réf. nécessaire].
Au printemps 2021, Teheiura apparaît lors de l'épisode 3 de l'édition Les Armes secrètes à l'issue du jeu de confort. Cependant, il n'est pas candidat de l'émission, mais fait partager son histoire et ses techniques de survie à la tribu vainqueur de l'épreuve.
Le 10 avril 2021, le casting de la septième édition spéciale de Koh-Lanta, intitulée Koh-Lanta : La Légende, est révélé et annonce que Teheiura participera pour la cinquième fois à l’émission. Il est le recordman de participation avec Freddy, candidat également présent de cette saison[réf. nécessaire]. Il déclare alors qu'il s'agit de « son dernier Koh-Lanta ».

#### Tricherie
En 2021, lors de sa participation à Koh-Lanta : La Légende tourné en Polynésie française, il est éliminé dans le onzième épisode, après s’être dénoncé lui-même d’une tricherie auprès de la production (il a fait signe qu'il avait faim à des pêcheurs qui lui ont amené de la nourriture à deux reprises),.
Il explique s'être dénoncé lui-même auprès de la production. D'après Le Parisien, Claude et Sam en ont également profité.

### Autres participations

#### Total Wipeout
En 2009, il participe à l'émission Total Wipeout sur M6[source secondaire nécessaire].

#### Fort Boyard
- En 2013, il participe à l'émission Fort Boyard sur France 2 avec Cyril Féraud, Stéphan Rizon, Danièle Évenou, Aïda Touihri et Samuel Étienne[18]. L'équipe a joué pour l'association Cœur de gazelles.
- Il y participe à nouveau en 2023, avec Elsa Fayer, Jordan Mouillerac, Brahim Asloum, Yasmine Oughlis et Fred Musa au profit de l'association Akpél'eau

#### Ninja Warrior: Le Parcours des héros
En 2016, il participe à l'émission Ninja Warrior : Le Parcours des héros sur TF1.

#### École Aventure
En 2017 et 2018, il co-anime avec Laurent Maistret l'émission École Aventure sur Télétoon+,.

#### District Z
En 2020, il participe à District Z, un jeu présenté par Denis Brogniart et diffusé sur TF1.

#### Boyard Land
En 2020, il participe au jeu Boyard Land (spécial Halloween), présenté par Olivier Minne sur France 2. Il a joué au côté de Candice Pascal, Magloire et Terence Telle en faveur de l'association Sourire à la vie.

#### Les Traitres
En 2024, il participe au jeu Les Traîtres diffusé sur RTL TVI.

## Vie privée
Teheiura est marié à Céline depuis plusieurs années, qui est directrice d'école. Ensemble, ils ont trois
filles, Manavai, Mihivai, Vainanui et un garçon, Vaitoanui, né le 18 mai 2020.

## Publications
Le 2 décembre 2014, il publie son livre Aventure culinaire.
Un second livre narrant sa vie d'aventurier, Aventurier dans l'âme, est publié le 22 août 2020 par l'éditeur Au vent des Îles.